# Ctenitopsis devexa
Ctenitopsis devexa là một loài dương xỉ trong họ Tectariaceae. Loài này được Ching & Chu H. Wang mô tả khoa học đầu tiên năm 1964.
Danh pháp khoa học của loài này chưa được làm sáng tỏ. 